# Parc national de Rāzna
Le parc national de Rāzna, créé en 2007, est classé site Natura 2000 et est le plus récent des parcs nationaux de Lettonie. Situé en Latgale dans l'est du pays, entre Rēzekne au nord et Dagda au sud, il s'étend sur 59 615 ha et inclut de nombreux lacs dont le deuxième plus grand lac du pays : le lac de Rāzna.

## Hydrographie
Le parc contient de nombreux lacs, étangs, ruisseaux et zones humides.

### Lacs
Lac de Rāzna

Deuxième plus grand lac de Lettonie avec 5 756 ha, le lac de Rāzna est également appelé la mer de Latgale à cause de ses plages de sable. Il est riche en poissons qui sont pêchés professionnellement au filet ainsi que par les touristes pêcheurs, y compris en hiver avec la pêche sur glace.
Lac de Ežezers

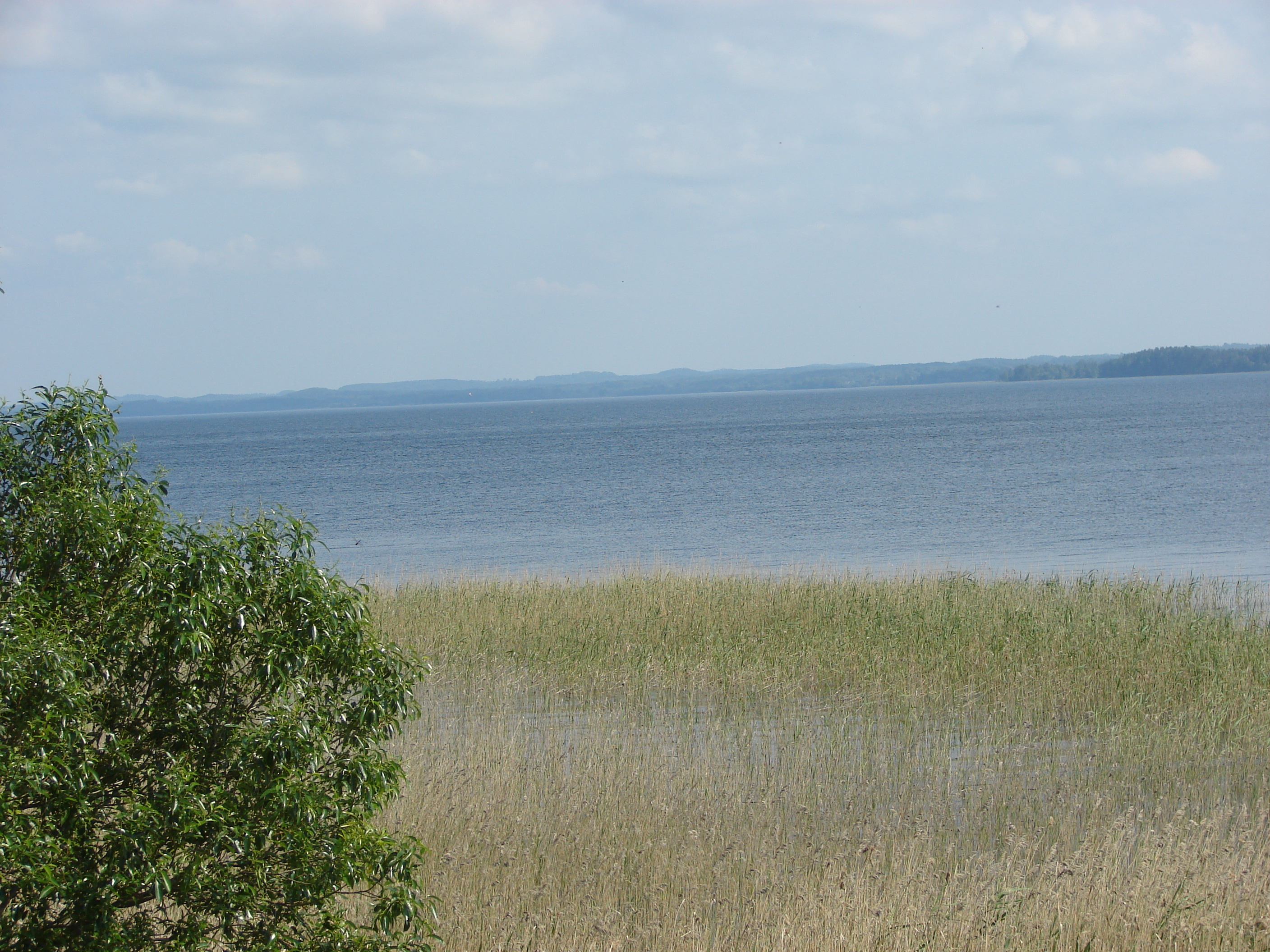
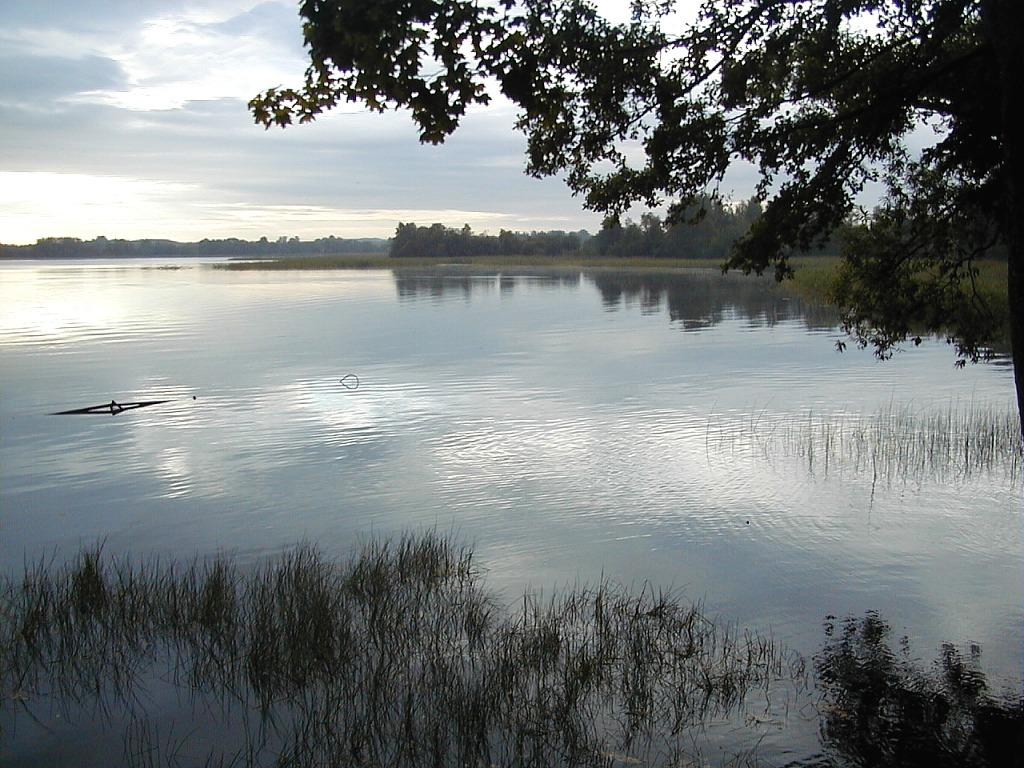
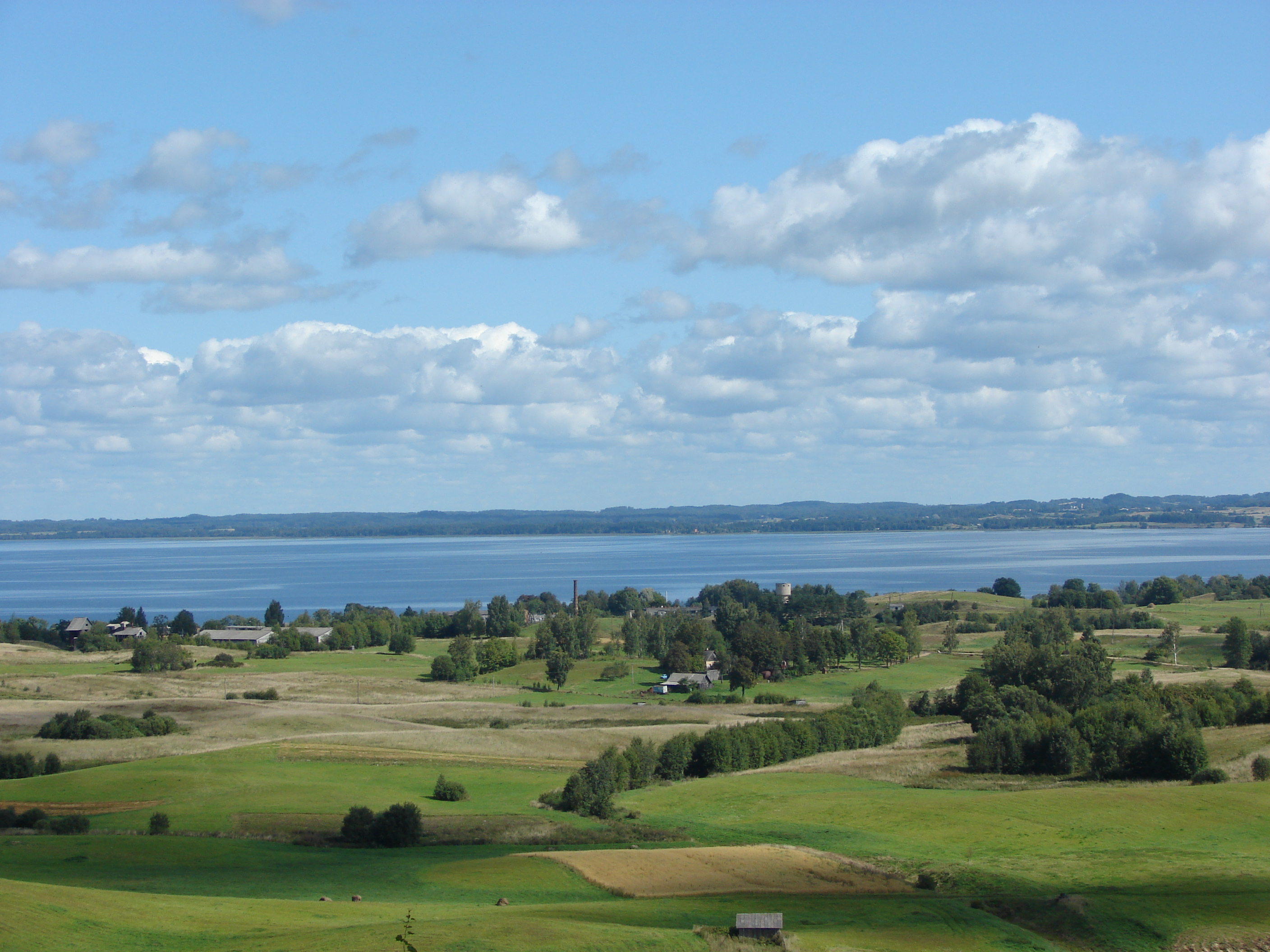

Le lac de Ežezers est unique en ce qu'il contient environ 70 élévations dont la moitié sont des étendues à fleur d'eau recouvertes de roseaux et autres végétaux aquaphiles - environ 35 seulement forment des îles à proprement parler.
Un camp pour touristes y recevait régulièrement 800 visiteurs à la journée du temps de l'Union Soviétique.

## Architecture
La colline de Mākoņkalns (248 m d'altitude) au sud-ouest du lac de Rāzna, également appelée colline de Padebešu, est surmontée des ruines du château de Volkenberg construit au XIIIe siècle (1252) par l'ordre de Livonie (branche autonome de l'ordre des chevaliers Teutoniques) dont il fut l'une des premières places fortifiées dans la région de Latgale. Juste au pied de la colline se trouve le petit lac Ubagova, appelé « l'œil clair de Latgale ».

## Environnement, conservation
Il abrite 15 espèces d'oiseaux spécialement protégés et 14 habitats spécialement protégés.

### Faune

#### Poissons
27 espèces de poissons habitent le lac de Rāzna, soit presque 90 % des espèces de poissons trouvées dans les lacs lettons. Le lac Rāzna fournit de bonnes conditions pour les espèces qui se reproduisent sur les plantes aquatiques ; par contre il n'est pas très bon pour les espèces qui se reproduisent sur le sable ou le gravier. Ceci est dû à l'eutrophisation croissante du lac : le sable et le gravier en bord de lac, frayères traditionnelles pour l'éperlan d'Europe et le corégone blanc, sont recouverts de boue et de plantes aquatiques. La reproduction de ces deux espèces a beaucoup diminué, ce qui est concomitant avec la diminution de leurs populations.

Pour plus de détails sur les poissons de ce lac et leur pêche, voir l'article sur le lac de Rāzna.

#### Batraciens
Le crapaud sonneur à ventre de feu (Bombina bombina) a été trouvé dans quatre endroits en 2004, avec approximativement 90 mâles adultes dénombrés en 2006. Pour restaurer l'espèce, un projet LIFE (LIFE04 NAT/LV/000199) sur la protection des habitats et des espèces dans le parc a inclus des mesures pour la réintroduction de l'espèce. Le zoo de Latgale a commencé un programme de reproduction à partir de 5 adultes. Conséquemment, quelque 870 individus ont été réintroduits dans les zones humides protégées du parc entre 2006 et 2008. Quatre étangs ont également été restaurés dans le cadre de ce projet, dans la commune de Makoņkalns. Un projet plus récent (LIFE09 NAT/LV/000239) vise la survie à long terme en construisant sur les acquis précédents. Les points principaux en sont la création d'un nouveau site Natura 2000 dans la région de Daugavpils, où l'on trouve l'une des plus grandes populations de Bombina bombina dans le pays ; et la création d'un centre de reproduction de rares reptiles et amphibiens (« Rare Reptile and Amphibian Breeding Centre ») pour augmenter les populations de crapauds sonneurs à ventre de feu et de cistudes d'Europe (Emys orbicularis, espèce également en danger). Environ 3 000 jeunes crapauds sonneurs à ventre de feu B. bombina devraient naître dans ce centre et être relâchés à la fin de ce projet.

## Environnement humain
Le parc est situé sur le territoire de huit municipalités rurales :
- Région de Rēzekne : Kaunata, Mākoņkalns, Lūznava et Čornaja ;
- Région de Dagda : Andrupene, Andzeļi et Ezernieki ;
- Région de Ludza : Rundēni.

Environ 8 000 personnes vivent dans le périmètre du parc. Le chômage y est très élevé, allant de 20 % à 25 % selon les municipalités. 

### Agriculture
Sur le territoire du parc on trouve des fermes laitières ; cependant l'activité fermière a beaucoup décliné dans les 10 années après l'an 2000. À présent seulement quelques fermes ont une production agricole industrielle, la plupart des agriculteurs produisent seulement pour leur propre consommation.

### Pêche
Le lac de Rāzna supporte une pêche industrielle, dont les droits dans le lac de Rāzna sont délivrés par Ekopunkts Ltd. Bien que ce lac représente seulement 5 % de la surface totale des lacs lettons, sa pêche représente 10 % de celle de l'ensemble de ces lacs. Les quantités pêchées y varient de 124 tonnes (21,6 kg / ha) en 1954 à 9.6 tonnes (1,7 kg / ha) en 1991. La quantité moyenne pêchée pendant cette période a été de 60 tonnes par an, soit 10.4 kg / ha. Après 1967 la quantité de poissons pêchés a beaucoup diminué, avec un point minimum en 1991, conséquemment à une intensité moindre de la pêche et à une chute importante du nombre de pêcheurs : avant 1967 il y avait au moins 3 équipes de pêcheurs sur le lac, voire 4 équipes ; après 1967 il n'y en avait plus que deux.
La pêche de plaisance est très populaire au lac de Razna, aussi bien par les locaux que les vacanciers en particulier venant de Rēzekne mais aussi ceux venant de plus loin. Pratiquement chaque maisonnée proche du lac possède un équipement de pêche dont l'usage est interdit par les règles de pêche. Chaque jour il y a au moins 100 pêcheurs, et en week-end ils sont beaucoup plus nombreux. Chaque pêcheur attrapant en moyenne 2 kg de poisson, la pêche totale par les individus atteint au minimum 80 à 100 tonnes par an. Les types de poissons ainsi pêchés sont difficilement évaluables et atteignent ou dépassent probablement les maximums autorisés.

### Chasse
Un certain nombre de sociétés de chasse sont présentes sur le territoire du parc.

## Tourisme
- Aux lacs (principalement lac de Rāzna et de Ežezers) : sorties en bateau, pêche, sports aquatiques, relaxation sur les plages, pique-niques, saunas traditionnels.
- Aux rivières : canoë, pêche, sauna traditionnel.
- Forêts : randonnées (quelques chemins balisés)
- Prairies : randonnées en carriole à cheval.
- 5 routes pour cyclistes

Les hébergements touristiques dans le parc ont une capacité de 578 lits.